# Kaschmir-Zwergspitzmaus
Die Kaschmir-Zwergspitzmaus (Sorex planiceps) ist eine Spitzmausart aus der Gattung der Rotzahnspitzmäuse (Sorex). Sie kommt in Südasien in der Kaschmir-Region im Grenzbereich von Indien und Pakistan sowie im äußersten Westen der Volksrepublik China in den Provinzen Xinjiang und Xizang vor.

## Merkmale
Mit einer Kopf-Rumpf-Länge von 5,7 bis 7,3 Zentimetern zählt die Kaschmir-Zwergspitzmaus zu den mittelgroßen Spitzmausarten. Der Schwanz erreicht eine Länge von 37 bis 48 Millimetern – und ist damit kürzer als der Restkörper – der Hinterfuß von 10 bis 14 Millimetern. Das Rückenfell ist braun, zum Bauch hin ändert sich die Farbe graduell in ein Braungrau. Die Füße sind hell und der Schwanz ist oberseits dunkelbraun und unterseits hellgrau bis weiß.
| 1 | · | 5 | · | 1 | · | 3 | = 32 |
| 1 | · | 1 | · | 1 | · | 3 | = 32 |

Wie die meisten Arten der Gattung besitzt die Art im Oberkiefer pro Hälfte einen Schneidezahn (Incisivus) und danach fünf einspitzige Zähne, einen Vorbackenzahn (Praemolar) und drei Backenzähne (Molares). Im Unterkiefer besitzt sie dagegen einen einzelnen Eckzahn (Caninus) hinter dem Schneidezahn. Insgesamt verfügen die Tiere damit über ein Gebiss aus 32 Zähnen. Die Zahnwurzeln sind wie bei den meisten Rotzahnspitzmäusen rot gefärbt. Der zweite einspitzige Zahn des Oberkiefers ist kleiner als der erste und der dritte. Von den sehr ähnlichen Zwergspitzmaus (S. minutus) und der Tibet-Spitzmaus (S. thibetanus) unterscheidet sich die Kaschmir-Zwergspitzmaus durch die etwas größere Gestalt und den etwas flacheren Hirnschädel.

## Verbreitung

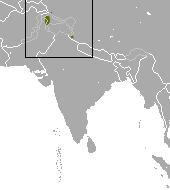
Verbreitungsgebiete (grün) von Sorex planiceps

Die Kaschmir-Zwergspitzmaus kommt in Südasien in der Kaschmir-Region im Grenzbereich von Indien und Pakistan sowie im äußersten Westen der Volksrepublik China in den Provinzen Xinjiang und Xizang vor. Die Höhenverbreitung liegt bei 2280 bis 3970 Metern.

## Lebensweise
Die Kaschmir-Zwergspitzmaus lebt in Nadelwald- und montanen Felsregionen in Höhen bis fast 4000 Metern auf Böden, die bis zu acht Monate mit Schnee bedeckt sind. Wie alle Spitzmäuse ernährt sich auch diese Art von wirbellosen Tieren, vor allem von Asseln und Insekten.

## Systematik
Die Kaschmir-Zwergspitzmaus wird als eigenständige Art innerhalb der Gattung der Rotzahnspitzmäuse (Sorex) eingeordnet, die aus etwa 80 Arten besteht. Die wissenschaftliche Erstbeschreibung stammt von Gerrit Smith Miller aus dem Jahr 1911, der ein Individuum aus dem indischen Teil Kaschmirs beschrieb. Die Art wurde teilweise der Tibet-Spitzmaus (S. thibetanus) als Unterart zugeordnet und auch die verwandtschaftliche Beziehung zu der Buchara-Spitzmaus (S. buchariensis) im Pamir ist unklar.
Innerhalb der Art werden neben der Nominatform Sorex planiceps planiceps keine weiteren Unterarten unterschieden.

## Bedrohung und Schutz
Die Kaschmir-Zwergspitzmaus wird, obwohl sie selten gesichtet wird, von der International Union for Conservation of Nature and Natural Resources (IUCN) aufgrund der insgesamt relativ großen und ungestörten Verbreitungsgebiete, des angenommen großen Bestandes und der nicht vorhandenen Bestandsbedrohung als nicht gefährdet (least concern) eingeordnet.

## Belege
1. 1 2 3 4 5  Robert S. Hoffmann, Darrin Lunde: Kasmir Shrew. In: Andrew T. Smith, Yan Xie: A Guide to the Mammals of China. Princeton University Press, Princeton NJ 2008, ISBN 978-0-691-09984-2, S. 314.
2. 1 2 3  Sorex planiceps in der Roten Liste gefährdeter Arten der IUCN 2013.2. Eingestellt von: S. Molur, P.O. Nameer, 2008. Abgerufen am 2. Januar 2014.
3. 1 2 3 4  Sorex planiceps (Memento des Originals vom 2. Januar 2014 im Internet Archive)  Info: Der Archivlink wurde automatisch eingesetzt und noch nicht geprüft. Bitte prüfe Original- und Archivlink gemäß Anleitung und entferne dann diesen Hinweis.. In: Don E. Wilson, DeeAnn M. Reeder (Hrsg.): Mammal Species of the World. A taxonomic and geographic Reference. 2 Bände. 3. Auflage. Johns Hopkins University Press, Baltimore MD 2005, ISBN 0-8018-8221-4.